# UTC+04:51
UTC+4:51 – dawna strefa czasowa, znana też jako czas bombajski, obowiązująca w Bombaju w Indiach w latach 1884–1955, odpowiadająca czasowi słonecznemu południka 72°45'E.
W 1955 w Bombaju (dzisiejszy Mumbaj) wprowadzono obowiązujący w reszcie kraju indyjski czas standardowy (UTC+5:30).